# Mortal
Mortal (Torden) è un film del 2020 diretto da André Øvredal.

## Trama
L'americano Eric giunge in Norvegia per scoprire l'origine dei propri poteri soprannaturali, di origine quasi divina, basati su un antico mito scandinavo. Consapevole del pericolo che questi poteri, dei quali non ha assolutamente il potere di controllo e che si innescano quando ha paura o è arrabbiato, si allontana dalla civiltà e si rifugia nella natura più selvaggia della Norvegia. Durante un suo spostamento, però, viene visto da un gruppo di giovani che lo importunano e deridono, provocando la sua rabbia che causa involontariamente la morte di uno di essi. Si scatena una caccia all'uomo che coinvolge anche le autorità statunitensi che mandano un team comandato da una spietata e misteriosa donna che vuole ucciderlo. Arrestato e condotto nella stazione di polizia, conosce la psicologa Christine che crede al suo racconto e decide di aiutarlo. La ragazza lo aiuta a fuggire, ma proprio quando sembra che i due ce l'abbiano fatta, la polizia sbarra l'ingresso di un ponte costringendoli a fermarsi. Eric decide di arrendersi, ma quando vede un poliziotto maltrattare la ragazza, della quale, intanto, si è innamorato, ricambiato, scatena una terribile tempesta di fulmini nella quale lui stesso rimane ferito. Christine invoca la presenza di un medico e l'ispettore di polizia norvegese che ha assistito alla scena decide di aiutarli. Eric viene condotto in ospedale e qui, con l'aiuto di Christine, che lo aiuta a gestire i poteri, riesce a salvare la vita di un paziente trasmettendogli una forte scarica elettrica. L'episodio lo fa vedere in un'altra luce alla gente che lo acclama. L'ispettore, nel frattempo, si documenta e trova un libro in cui si narra che il dio Thor aveva avuto due figli che per un periodo avevano vissuto in una fattoria che si trova lì vicino. Compreso che  la spiegazione di tutto forse è proprio nel visitare la fattoria, Eric, Christine e il poliziotto si recano nel luogo. Eric si cala in una botola che conduce a dei sotterranei nei quali ci sono effettivamente scritte, sepolcri e altri simboli legati a Thor e dove trova anche il martello magico del dio. Uscito dai sotterranei, felice  per aver compreso la sua natura,corre incontro a Christine che viene colpita, mortalmente, alla testa da un proiettile sparato su ordine dell'inviata americana e destinato, in realtà, a lui. Ciò fa scaturire la rabbia di Eric che scatena una violentissima tempesta di fulmini che provoca vittime e numerosi feriti. Il giovane sparisce e torna ad essere un ricercato.

## Distribuzione
Il film è stato distribuito nelle sale cinematografiche norvegesi a partire dal 28 febbraio 2020, in quelle statunitensi dal 6 novembre dello stesso anno, mentre in Italia è arrivato su Prime Video dal 12 aprile 2021.

## Riconoscimenti
- 2020 - Premio Amanda[3]
  - Candidatura per la miglior colonna sonora a Marcus Paus
  - Candidatura per i migliori effetti visivi a Stephen Coren e Arne Kaupang